# Э̀
Cette page contient des caractères spéciaux ou non latins. S’ils s’affichent mal (▯, ?, etc.), consultez la page d’aide Unicode.
Le é accent grave (capitale Э̀, minuscule э̀) est une lettre de l'alphabet cyrillique utilisée dans certaines langues comme le russe lorsque l’intonation secondaire est indiquée à l’aide de l’accent grave.

## Utilisations
Le Э̀ est utilisé en russe lorsque l’intonation secondaire d’une syllabe est indiquée sur la voyelle Э, par exemple dans certains dictionnaires.

## Représentations informatiques
Le é accent grave peut être représenté avec les caractères Unicode suivants :
- décomposé (cyrillique, diacritiques)[2],[3] :

| formes    | représentations | chaînes de caractères | points de code | descriptions                                           |
| --------- | --------------- | --------------------- | -------------- | ------------------------------------------------------ |
| capitale  | Э̀               | Э◌̀                    | U+042D U+0300  | lettre majuscule cyrillique é diacritique accent grave |
| minuscule | э̀               | э◌̀                    | U+044D U+0300  | lettre minuscule cyrillique é diacritique accent grave |